# Eucheilota minima
Eucheilota minima är en nässeldjursart som beskrevs av Bouillon 1984. Eucheilota minima ingår i släktet Eucheilota och familjen Lovenellidae. Inga underarter finns listade i Catalogue of Life.